# Antônio Amaro da Silva Canedo
Antônio Amaro da Silva Canedo (Silvânia, 15 de Janeiro de 1844 - Rio de Janeiro 4 de Agosto de 1895) foi um senador do Brasil durante a República Velha (ou Primeira República).
Primeiro representante de Goiás junto ao Senado Federal.
Senador Canedo foi um dos mais importantes políticos do Estado de Goiás, e o primeiro senador eleito da história deste estado. A casa construída por Senador Canedo na cidade goiana de Bela Vista de Goiás, construída por volta de 1860 e hoje patrimônio cultural e artístico nacional, conservando seu estilo colonial.

## Biografia
Filho de José da Silva Canedo e Eliziária de Mello Alves, Antônio Amaro da Silva Canedo, que mais tarde viria a ser conhecido como Senador Canedo devido ao cargo que ocupou entre os anos de 1891 e 1895 como Senador da República Federativa do Brasil, nasceu em um fazenda intitulada João de Deus, no município de Bonfim (atualmente cidade de Silvânia).
Casou-se aos 24 anos com Guilhermina D'Araújo Mello, aos 27 de Setembro de 1868 tendo da união nascido cinco filhos.
Após o casamento transferiu sua residência para a fazenda Vargem Grande nos arredores de Sussuapara (atual cidade de Bela Vista de Goiás).

## Carreira Política
Foi nomeado por Dom Pedro II em 1883 major comandante do 1º Esquadrão de Cavalaria da Guarda Nacional na comarca de Corumbá tendo sido promovido em 1887 a coronel comandante superior nesta mesma guarda.
Em 1888 foi designado, pela princesa imperial, vice-presidente da Província de Goiás.
Com a proclamação da República seu nome foi incluído na lista de senadores para as eleições que se realizaram à 15 de Novembro de 1890 tendo obtido o primeiro lugar na votação realizada em todo o estado de Goiás.
Já na capital da república, na qualidade de membro da Constituinte Nacional, representou Goiás e foi um dos que assinou e deu vida a Constituição de 24 de Fevereiro de 1891.
No Senado Federal foi também membro da comissão da marinha e guerra.

## Homenagens
Em sua homenagem foi batizado um município no estados de Goiás, inicialmente um lugarejo denominado "São Sebastião", a cidade de Senador Canedo recebeu sua emancipação política e subsequente denominação em 9 de Janeiro de 1988.